# Qualificazioni al campionato europeo femminile di calcio 2017 - Fase a gironi, gruppo 3
Il gruppo 3 delle qualificazioni al campionato europeo femminile di calcio 2017 è composto da cinque nazionali: Albania, Francia, Grecia, Romania e Ucraina. La composizione degli otto gruppi nella fase a gironi di qualificazione venne decisa dal sorteggio tenutosi il 20 aprile 2015.
Il torneo si è disputato con la formula del girone all'italiana, con le squadre che si sono affrontate con partite di andata e ritorno. La vincitrice del girone si è qualificata direttamente per la fase finale del torneo, mentre la seconda classificata è stata direttamente qualificate se risultata una delle sei migliori seconde tra tutti gli otto gruppi (non contando i risultati contro le squadre giunte al quinto posto nel girone); in caso contrario le due restanti si sono giocate la partecipazione alla fase successiva nella fase dei play-off.

## Classifica finale
| Squadra | Pt | G | V | N | P | GF | GS | DR  |
| ------- | -- | - | - | - | - | -- | -- | --- |
| Francia | 24 | 8 | 8 | 0 | 0 | 27 | 0  | +27 |
| Romania | 16 | 8 | 5 | 1 | 2 | 17 | 8  | +9  |
| Ucraina | 13 | 8 | 4 | 1 | 3 | 14 | 12 | +2  |
| Grecia  | 6  | 8 | 2 | 0 | 6 | 9  | 19 | -10 |
| Albania | 0  | 8 | 0 | 0 | 8 | 3  | 31 | -28 |

|         | Albania (bandiera) | Francia (bandiera) | Grecia (bandiera) | Romania (bandiera) | Ucraina (bandiera) |
| ------- | ------------------ | ------------------ | ----------------- | ------------------ | ------------------ |
| Albania |                    | 0 - 6              | 1 - 4             | 0 - 3              | 0 - 4              |
| Francia | 6 - 0              |                    | 1 - 0             | 3 - 0              | 4 - 0              |
| Grecia  | 3 - 2              | 0 - 3              |                   | 1 - 3              | 1 - 3              |
| Romania | 3 - 0              | 0 - 1              | 4 - 0             |                    | 2 - 1              |
| Ucraina | 2 - 0              | 0 - 3              | 2 - 0             | 2 - 2              |                    |

## Risultati
Tutti gli orari sono CEST (UTC+2) per le date dal 29 marzo al 24 ottobre 2015 e tra il 27 marzo e il 29 ottobre 2016, per le altre date sono CET (UTC+1).
| Arbitro: | Silvia Tea Spinelli |

|                              |           |  |
| Delie 16’ Le Sommer 35’, 48’ | Marcatori |  |

| Arbitro: | Zuzana Štrpková |

|              |           |                                                      |
| Kurbogaj 23’ | Marcatori | 14’ (aut.) Zani 27’ Kydonaki 37’ Sidira 90+2’ Markou |

| Arbitro: | Amy Rayner |

|                             |           |                       |
| Andruščak 63’ Romanenko 71’ | Marcatori | 13’ Voicu 82’ Giurgiu |

| Arbitro: | Ana Minić |

|                                     |           |  |
| Lunca 9’ Corduneanu 24’ Giurgiu 74’ | Marcatori |  |

| Arbitro: | Esther Staubli |

|  |           |                                   |
|  | Marcatori | 42’ Delie 59’ Bussaglia 68’ Majri |

| Arbitro: | Irina Turovskaya |

|           |           |                                 |
| Sarri 65’ | Marcatori | 10’ Rus 45+1’ Voicu 90+1’ Spânu |

| Arbitro: | Vera Opeykina |

|  |           |                                                      |
|  | Marcatori | 12’, 15’ Houara 25’, 81’ Le Sommer 63’, 73’ Le Bihan |

| Arbitro: | Vivian Peeters |

|  |           |                                         |
|  | Marcatori | 12’ Bilbault 72’ Le Bihan 75’ Le Sommer |

| Arbitro: | Virginie Derouaux |

|                                               |           |                       |
| Sidira 6’ (rig.) Kongoulī 10’ Panteliadou 15’ | Marcatori | 26’ Velaj 41’ Hashani |

| Arbitro: | Elia Martínez |

|  |           |                                                                        |
|  | Marcatori | 14’ (rig.) Apanaščenko 30’ Kozyrenko 67’ (aut.) Bajraktari 84’ Kravec' |

| Arbitro: | Karolina Radzik-Johan |

|                    |           |                                                  |
| Kravec' 64’ (aut.) | Marcatori | 31’ (rig.) Apanaščenko 68’ Kalinina 80’ Bojčenko |

| Arbitro: | Tanja Subotič |

|                             |           |  |
| Apanaščenko 15’, 74’ (rig.) | Marcatori |  |

| Arbitro: | Sara Persson |

|  |           |                      |
|  | Marcatori | 16’ (rig.) Bussaglia |

| Arbitro: | Eszter Urban |

|                                                     |           |  |
| Hamraoui 8’ Abily 27’ Vasyljuk 60’ (aut.) Majri 89’ | Marcatori |  |

| Arbitro: | Lois Otte |

|  |           |                      |
|  | Marcatori | 43’, 67’, 77’ Vătafu |

| Arbitro: | Esther Azzopardi |

|               |           |  |
| Le Sommer 36’ | Marcatori |  |

| Arbitro: | Linn Andersson |

|                                    |           |  |
| Apanaščenko 2’ (rig.) Bojčenko 44’ | Marcatori |  |

| Arbitro: | Bibiana Steinhaus |

|                        |           |             |
| Havriștiuc 4’ Dușa 11’ | Marcatori | 8’ Ovdyjčuk |

| Arbitro: | Esther Staubli |

|                                          |           |  |
| Lunca 5’ Ficzay 15’ Vătafu 76’ Bâtea 79’ | Marcatori |  |

| Arbitro: | Elvira Nurmustafina |

|                                                                      |           |  |
| Le Bihan 18’ Hamraoui 21’, 60’ Le Sommer 45+1’, 64’ (rig.) Delie 77’ | Marcatori |  |

## Statistiche

### Classifica marcatrici
8 reti
- Eugénie Le Sommer (1 rig.)

5 reti
- Daryna Apanaščenko (4 rig.)

4 reti
- Clarisse Le Bihan

- Ștefania Vătafu

3 reti
- Marie-Laure Delie

- Kheira Hamraoui

2 reti
- Élise Bussaglia (1 rig.)
- Jessica Houara
- Amel Majri

- Danai-Eleni Sidira (1 rig.)
- Adina Giurgiu
- Alexandra Lunca

- Andreea Voicu
- Ol'ha Bojčenko

1 rete
- Saranda Hashani
- Kujtime Kurbogaj
- Furtuna Velaj
- Camille Abily
- Charlotte Bilbault
- Sofia Kongoulī
- Vasso Kydonaki
- Eleni Markou

- Dimitra Panteliadou
- Veatriki Sarri
- Mara Bâtea
- Andreea Corduneanu
- Cosmina Dușa
- Maria Ficzay
- Lidia Havriștiuc
- Laura Rus

- Florentina Spânu
- Yja Andruščak
- Jana Kalinina
- Tetjana Kozyrenko
- Dar"ja Kravec'
- Ol'ha Ovdyjčuk
- Tetjana Romanenko

Autoreti
- Arbiona Bajraktari (a favore dell'Ucraina)
- Marigona Zani (a favore della Grecia)

- Dar"ja Kravec' (a favore della Grecia)
- Iryna Vasyljuk (a favore della Francia)